# 岑國榮 (香港)
岑國榮（Sham Kwok Wing），香港資深電視人，1979年加入香港無綫電視編劇組，短短4年期間職位晉升由見習編劇、編劇、高級編劇至劇本審閱，更是香港無綫電視首名因創作能力表現卓越而轉職為戲劇組監製的創作人。其創作風格多元化，負責編審及監製的《城市故事》及《公私三文治》得到空前的成功。 
岑國榮於1989年轉職亞洲電視，任職至製作部經理，1995年重返香港無綫電視任職編劇組經理，負責戲劇節目策劃及創作人材管理培訓的工作，是少數具備豐富創作、製作及行政經驗的電視人。他策劃的優秀電視作品無數，門生遍佈大中華影視圈。
近年岑國榮専注愛情及警匪範疇的戲劇創作，2021年其負責編劇的《逆天奇案》贏得口碑及收視，是那年TVB的收視冠軍劇集，於內地獲得優酷網發佈「2022港劇觀看報告 《逆天奇案》10年播放時長TOP1」佳績。
岑國榮現時以自由身從事影視工作。2024年《粵港澳大灣區發展規劃綱要》頒布五周年之際，粵港澳大灣區影視產業高質量發展座談會暨發布會在廣州市南沙區舉行，岑國榮為首批引進的影視劇專業人才。

## 編審／編劇列表

### 電視劇（無綫電視）
- 1979年：《奇謀妙計施公案》 《楚留香》
- 1980年：《上海灘》 《上海灘續集》 《上海灘龍虎鬥》
- 1981年：《荳芽夢》 《富貴榮華》
- 1982年：《天龍八部之虛竹傳奇》 《飛越十八層》 《過山車》 《香城浪子》
- 1983年：《歡樂長安》 《夾心人》
- 1984年：《決戰玄武門》 《超越愛情線》 《家有嬌妻》
- 1985年：《中四丁班》 《武林世家》 《楚河漢界》
- 1986年：《城市故事》
- 2014年：《新抱喜相逢》
- 2017年：《溏心風暴3》
- 2021年：《逆天奇案》（孫浩浩合編）
- 2024年：《逆天奇案2》（孫浩浩合編）

## 監製列表

### 電視劇（無綫電視）
- 1989年：《末代天師》《大城小警》《公私三文治》
- 1995年：《新同居關係》

### 電視劇（亞洲電視）
- 1990年：《代代平安》
- 1991年：《隔離差館有隻鬼》 《天地無情》 《爭雄歲月》
- 1992年：《一千靈異夜之血的疑惑》(電視電影)  《雙雄會》 (電視電影)
- 1993年：《皇家警案實錄》
- 1993年：《賭神秘笈'93》(策劃)

## 人物專訪
- 岑國榮 人物專訪 01 - 南方人物周刊 （页面存档备份，存于）
- 岑國榮 人物專訪 02 - 信報 （页面存档备份，存于）

## 電台訪問
- 新城知訊台 13-02-2014 （页面存档备份，存于）
- 《自由風自由Phone》討論如何開創電視新世代  香港電台 RTHK 07-04-2016